# سرگئی کورمیلتسف
سرگئی کورمیلتسف (روسی: Серге́й Геннадьевич Кормильцев؛ زادهٔ ۲۲ ژانویهٔ ۱۹۷۴) بازیکن فوتبال اهل روسیه است.
از باشگاه‌هایی که در آن بازی کرده‌است می‌توان به باشگاه فوتبال تورپدو مسکو، باشگاه فوتبال دینامو کی‌یف، باشگاه فوتبال الیستا، و باشگاه فوتبال زوریا لوهانسک اشاره کرد.
وی همچنین در تیم‌های ملی فوتبال روسیه و اوکراین بازی کرده‌است.